# Regering-Lukács

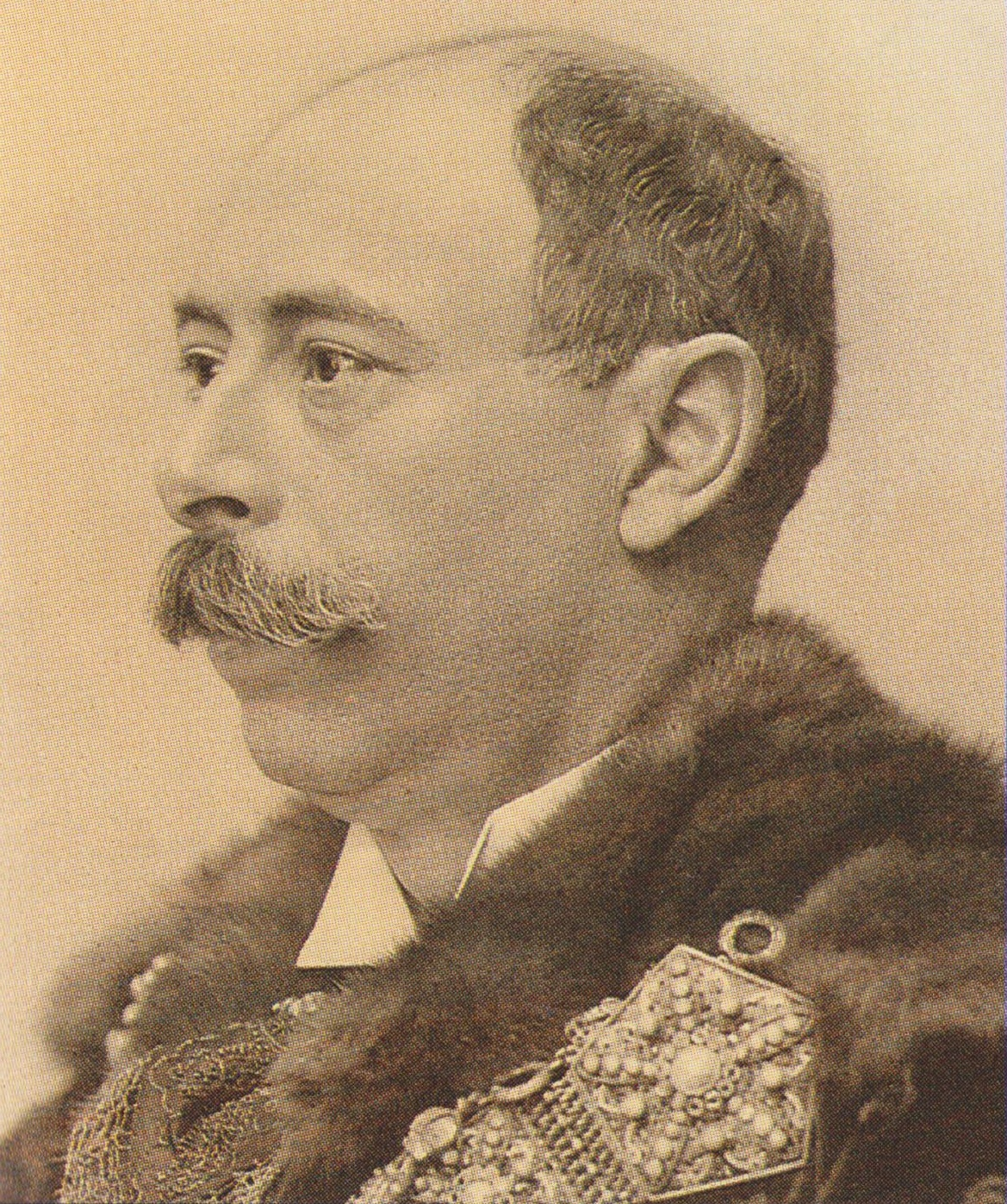
László Lukács

De regering-Lukács was de regering onder leiding van László Lukács die het Hongaarse landsdeel van Oostenrijk-Hongarije bestuurde van april 1912 tot juni 1913.

## Geschiedenis
Lukács, voormalig financiënminister, werd als premier aangesteld na het aftreden van Károly Khuen-Héderváry. Graaf István Tisza bleef, hoewel hij geen minister meer was, de echte machthebber. Tijdens Lukács' korte ambtstermijn heerste er onrust in Hongarije. Tisza volhardde in zijn hardhandige onderdrukking van de oppositie. Na diens verkiezing tot voorzitter van het Huis van Afgevaardigden, staken op Bloedrode Donderdag demonstraties de kop op, die zo worden genoemd omwille van de brutale wijze waarop ze de kiem in werden gesmoord.
Zoltán Désy, een parlementslid van de Onafhankelijkheidspartij, noemde Lukács "Europa's grootste oplichter", omdat deze tijdens zijn ambtstermijn als minister van Financiën (1910-1912) 4 miljoen kronen van de Hongaarse staatsbank zou hebben vervreemd om de campagne van de Nationale Arbeidspartij voor de parlementsverkiezingen van 1910 te financieren. Lukács spande een proces aan wegens laster tegen Désy, dat hij echter verloor, waarna hij aftrad als premier. Lukács werd opgevolgd door graaf Tisza.

## Samenstelling
| Functie en bevoegdheden                                          | Naam            | Termijn                          |  | Partij                          |
| ---------------------------------------------------------------- | --------------- | -------------------------------- |  | ------------------------------- |
| Premier Minister van Binnenlandse Zaken Minister naast de Koning | László Lukács   | 22 april 1912 – 10 juni 1913     |  | Nationale Arbeidspartij         |
| Minister van Financiën                                           | János Teleszky  | 22 april 1912 – 10 juni 1913     |  | Nationale Arbeidspartij         |
| Minister van Justitie                                            | Ferenc Székely  | 22 april 1912 – 4 januari 1913   |  | Nationale Arbeidspartij         |
| Minister van Justitie                                            | Jenő Balogh     | 4 januari 1913 – 10 juni 1913    |  | Nationale Arbeidspartij         |
| Minister van Defensie                                            | Samu Hazai      | 22 april 1912 – 10 juni 1913     |  | Nationale Arbeidspartij         |
| Minister van Godsdienst en Onderwijs                             | János Zichy     | 22 april 1912 – 26 februari 1913 |  | Nationale Arbeidspartij         |
| Minister van Godsdienst en Onderwijs                             | Béla Jankovich  | 26 februari 1913 – 10 juni 1913  |  | Nationale Arbeidspartij         |
| Minister van Landbouw                                            | Béla Serényi    | 22 april 1912 – 10 juni 1913     |  | Nationale Arbeidspartij         |
| Minister van Handel                                              | László Beöthy   | 22 april 1912 – 10 juni 1913     |  | Nationale Arbeidspartij         |
| Minister van Kroatisch-Slavoons-Dalmatische Aangelegenheden      | Gejza Josipović | 22 april 1912 – 10 juni 1913     |  | Kroatische Unionistische Partij |